# L'Éclair noir
Pour les articles homonymes, voir Black Lightning (homonymie).
Pour plus de détails, voir Fiche technique et Distribution.
L'Éclair noir (en russe : Чёрная Молния, Chornaya Molniya ; titre international : Black Lightning) est un film de super-héros russe réalisé par Dmitri Kisseliov (ru) et Aleksandr Voytinskiy, sorti en 2009.

## Synopsis
Dimitri Maïkov, étudiant moscovite parmi tant d'autres, est amoureux d'Anastasia Svetlova, l'une de ses camarades de l'Université Lomonossov. Issu d'une famille modeste, il a pour rival son riche ami Maxime, qui roule en Mercedes, réserve ses vols sur un téléphone portable dernier cri… quand Dimitri se contente du bus et du tramway pour se rendre à l'université.
Cela jusqu'au jour où le père de Dimitri, pour son anniversaire, lui fait la surprise de lui offrir une voiture d'occasion. C'est un ancien modèle des années 1950, une Volga M21. Dimitri est doublement gêné, d'une part au vu des efforts qu'a dû consentir son père pour lui faire plaisir, et d'autre part parce que cette voiture de collection parait assez poussive, ce qui risque de le ridiculiser aux yeux de ses camarades d'université, mais surtout à ceux d'Anastasia. Mais un jour, il se rend compte que la Volga GAZ M21 n'est pas ordinaire : il s'agit en fait du prototype secret d'une voiture volante, prototype construit durant la période soviétique, mais dont le projet avait été abandonné…
Obligé de travailler pour financer ses études, Dimitri devient livreur de fleurs. Sous l'influence de Victor Kuptsov, puissant oligarque aux pensées aussi sombres que ses projets et conférencier à l'université, Dimitri se laisse convaincre que pour réussir il faut être égoïste. Il utilise alors sa voiture pour livrer un maximum de fleurs en des temps records, afin de gagner toujours plus d'argent et avec le secret espoir de séduire Anastasia. Dans sa quête de richesse, il délaisse peu à peu sa famille.
Mais le jour où son père est assassiné, et alors qu'il aurait pu le secourir, Dima comprend à quel point il s'est fourvoyé. Désormais la voiture qui lui a été léguée ne servira plus à courir après l'argent, mais sera mise au service des citoyens de Moscou. Dimitri devient alors l' « Éclair Noir », qui s'engage dans la lutte contre le crime et l'injustice et veillera sur les gens ordinaires…

## Fiche technique
- Titre original : Чёрная Молния, Chornaya Molniya
- Titre international : Black Lightning
- Titre français : L'Éclair noir
- Réalisation : Dmitri Kisseliov (ru) et Alexander Voïtinski
- Scénario : Dmitri Aleinikov et Aleksandr Talal, d'après une histoire de Dmitri Kisseliov, Alexander Voïtinski et Mikhail Vroubel
- Direction artistique : Maria Turskaya
- Costumes : Varvara Avdyuchko
- Photographie : Sergueï Trofimov
- Montage : Dmitri Aleinikov et Ilya Lebedev
- Musique : Youri Poteenko
- Production : Timur Bekmambetov et Iva Stromilova
- Société de production : Bazelevs
- Société de distribution : Universal Pictures International
- Format : couleur - 35 mm
- Pays d'origine :  Russie
- Langue originale : russe
- Genre : film de super-héros
- Durée : 106 minutes
- Dates de sortie :
  -  Kazakhstan : 28 décembre 2009
  -  Russie : 31 décembre 2009
  -  France : 28 juillet 2010

## Distribution
- Grigori Dobryguine : Dimitri Maïkov / l'Éclair noir
- Sergueï Garmach (VF : Luc Bernard) : père de Dimitri
- Elena Valiouchkina (ru) (VF : Caroline Beaune) : mère de Dimitri
- Ekaterina Starchova : sœur de Dimitri
- Viktor Verjbitski : Victor Kuptsov
- Igor Savotchkine : bras droit de Victor Kuptsov
- Ekaterina Vilkova : Anastasia Svetlova
- Ivan Jidkov : Maxime
- Valery Zolotoukhine : Pavel Perepelkin
- Ekaterina Vassilieva : Olga Perepelkina
- Juozas Budraitis : Michael Elizarov
- Mikhaïl Efremov : l'alcoolique / l'athlète

## Bande originale
- 3NT — Мне нужны деньги (J'ai besoin d'argent)
- DNK — Touch You Now
- Immediate Music — Catch Falling Sky
- Immediate Music — Serenata
- А-Студио — Чёрная Молния (A-Studio - L'Éclair Noir)
- Александр Рыбак — Я не верю в чудеса (Alexander Rybak - Je ne crois pas aux miracles)
- Андрей Данилко — После тебя (Andreï Danilko - Après toi)
- Аня (Ранетки) — Чёрная молния (Anya (Ranetki) - L'Éclair Noir)
- Влад Жуков — Чёрная молния (Eximinds ft. Vlad Z Remix) (Vlad Jukov - L'Éclair Noir)
- Salvador — Поднимайся (On se lève)
- Серёга — Выше неба (Seriova - Au-dessus du ciel)
- Бандерос — Про красивую жизнь (Band'Eros - Sur la beauté de la vie)
- IKA - Держи меня за руку (Prends-moi la main)
- Дискотека Авария - Новогодняя (Diskoteka Avaria - Jour de l'an)

## Récompenses
- 2009 : Nomination au Russia MTV Movie Award (Meilleure Bande-annonce)